# Гобсон, Уильям
Уильям Гобсон (англ. William Hobson; 26 сентября 1792, Уотерфорд, Ирландия, — 10 сентября 1842, Окленд, Новая Зеландия) — первый губернатор Новой Зеландии и соавтор договора Вайтанги.
Гобсон поступил на флот в 1803 году в возрасте 10 лет в качестве юнги. Участвовал в Наполеоновских войнах, включая Трафальгарскую битву (1805), где служил на корабле HMS _Bellerophon.[1] В 1824 году получил звание лейтенанта, а в 1834-м — коммандера. Служил в Карибском море и Австралии, где отличился при подавлении пиратства.
25 августа 1803 года начал службу в Королевском военно-морском флоте Великобритании. 28 января 1840 года в связи с повышением интереса Франции к землям Океании, Уильям Гобсон был назначен первым лейтенант-губернатором Новой Зеландии. 30 января 1840 года Новая Зеландия была объявлена частью колонии Новый Южный Уэльс. 6 февраля 1840 года был заключен договор Вайтанги, который с английской стороны подписал Гобсон. Согласно договору, Новая Зеландия становилась отдельной колонией Великобритании, а маори получали особые права в её пределах.
Гобсон, страдая от инсульта, лично вёл переговоры с 50 вождями маори, используя миссионеров как переводчиков. Договор был переведён на язык маори с серьёзными ошибками, что позже вызвало споры. Несмотря на благие намерения Гобсона, колониальные власти часто игнорировали права маори, что привело к Земельным войнам 1860-х.
1 сентября 1840 года Гобсон основал город Окленд, который до 1865 года являлся официальной столицей Новой Зеландии.
Исполняющим обязанности губернатора новой колонии Гобсон стал 3 января 1841 года, а утверждён в этой должности 3 мая 1841 года. Оставался губернатором до самой смерти 10 сентября 1842 года.